# Орлова, Галина Александровна
Гали́на Александровна Орло́ва (бел. Галіна Аляксандраўна Арлова; 30 ноября 1928, Витебск, Белорусская ССР, СССР — 21 августа 2021, Минск, Беларусь) — советская и белорусская актриса; народная артистка Белорусской ССР (1991), лауреат Государственной премии БССР (1989).

## Биография
Галина Орлова родилась 30 ноября 1928 года в Витебске.
В 1948 году окончила студию Белорусского театра имени Якуба Коласа и была зачислена в труппу театра имени Якуба Коласа. В Купаловском театре с 1959 года.
Скончалась 21 августа 2021 года в Минске на 93-м году жизни. Похоронена на Восточном кладбище Минска, рядом с мужем и сыном.

## Семья
Муж — Николай Еременко (старший) (1926—2000), сын — Николай Еременко (1949—2001).

## Роли
- Нелли — («Униженные и оскорблённые» Ф. М. Достоевского)
- Ягодка — («Амнистия» Н. Е. Матуковского)
- Кудрицкая — («Врата бессмертия» К. Крапивы)
- Стелла Патрик Кэмпбелл — («Милый лжец» Дж. Килти)
- Антонина Львовна — («И смолкли птицы» И. П. Шемякина)
- Маша, Катя Маслова — («Живой труп», «Воскресение» Л. Н. Толстого)
- Елена — («Женитьба Белугина» А. Н. Островского)
- Карпухина — («Дядюшкин сон» Ф. М. Достоевского)
- Кукушкина — («Доходное место» А. Н. Островского)
- Василиса — («На дне» М. Горького),
- Анна Андреевна — («Ревизор» Н. В. Гоголя)
- Ирина — («Верю в тебя» В. Н. Коростылёва)
- Надежда — («Друзья и годы» Л. Г. Зорина)
- Леокадия Бекбик — («Что тот солдат, что этот» Б. Брехта)
- Ольга Носова — («Традиционный сбор» В. С. Розова)
- Киселёва — («Характеры» В. М. Шукшина)
- «Берег» Ю. В. Бондарева — Эмма Герберт
- «Жениться — не грустить» братьев Долецких, М. Чарота — Агриппина
- «Вечный Фома» по Ф. М. Достоевскому — генеральша
- «Страсти по Авдею» В. П. Бутромеева — жена Зуйка
- «Эрик XIV» А. Стриндберга — Мать Йорана
- «Апельсиновое вино» А. Касоны — Геновева